# HMS Fiji (58)
HMS Fiji (58) là một tàu tuần dương hạng nhẹ lớp Crown Colony của Hải quân Hoàng gia Anh Quốc. Nó được hoàn tất trong Chiến tranh Thế giới thứ hai, đã phục vụ và bị đánh chìm trong cuộc xung đột này. Tên của nó được đặt theo đảo Fiji vốn là một thuộc địa của Anh vào lúc đó, và là chiếc tàu chiến duy nhất của Anh Quốc mang cái tên này.

## Thiết kế và chế tạo
Fiji được chế tạo bởi hãng John Brown & Company tại Clydebank. Nó được đặt lườn vào ngày 30 tháng 3 năm 1938 và được hạ thủy vào ngày 31 tháng 5 năm 1939. Nó được đưa ra hoạt động vào ngày 5 tháng 5 năm 1940. Fiji là chiếc đầu tiên trong lớp Crown Colony được đưa vào hoạt động; vì vậy lớp tàu này đôi khi còn được gọi là lớp Fiji.

## Lịch sử hoạt động

### Các hoạt động ban đầu
Fiji thoạt tiên gia nhập Hạm đội Nhà. Vào ngày 31 tháng 8 năm 1940 nó lên đường hướng đến bờ biển Đại Tây Dương của Châu Phi để tham gia Chiến dịch Menace, cuộc tấn công vào Dakar. Tuy nhiên, trước khi có thể tham gia lực lượng đặc nhiệm, Fiji bị hư hại bởi ngư lôi phóng từ tàu ngầm U32 vào ngày 1 tháng 9 và bị buộc phải quay về Anh để sửa chữa, vốn kéo dài đến sáu tháng. Nhân dịp này nó cũng được trang bị radar, và hỏa lực phòng không cũng được tăng cường đôi chút.
Fiji quay trở lại hoạt động vào tháng 3 năm 1941, và được giao nhiệm vụ tuần tra eo biển Đan Mạch chống các tàu cướp tàu buôn Đức. Nó đã bỏ lỡ chiếc thiết giáp hạm bỏ túi Admiral Scheer trong chặng đường quay trở về nhà, vào tháng 4 được điều về Lực lượng H để phong tỏa các tàu chiến hạng nặng Đức đặt căn cứ tại Brest. Cùng với Lực lượng H, nó đã tiến vào Địa Trung Hải hỗ trợ chiến dịch giải vây cho đảo Malta.

### Bị đánh chìm
Sau khi hoàn thành các nhiệm vụ trên, Fiji tham gia Trận Crete. Vào ngày 22 tháng 5 năm 1941 nó hoạt động cùng với các tàu khu trục HMS Kandahar và HMS Kingston không lâu sau khi chiếc tàu tuần dương hạng nặng HMS Gloucester bị mất. Các con tàu tiếp tục chiến đấu, bắn rơi một máy bay và làm hư hại hai chiếc khác. Nó phải đánh trả nhiều cuộc không kích kéo dài trong hai giờ. Nó bị máy bay Messerschmitt Bf 109 tấn công và trúng nhiều quả bom nhỏ, trước khi một máy bay ném một quả bom trúng sát dọc theo mạn trái. Quả bom nổ đã làm hỏng đáy lườn tàu, khiến Fiji bị nghiêng sang mạn trái. Fiji mất động lực và chết đứng giữa biển; nó giờ đây hầu như mất khả năng tự vệ, tiêu hao gần hết đạn pháo phòng không 4 inch. Nó lại bị trúng ba quả bom ném từ một chiếc Junkers Ju 88 thuộc Liên đội LG 1 do phi công Gerhard Brenner điều khiển. Chỉ huy con tàu, Đại tá Hải quân Peveril William-Powlett ra lệnh bỏ tàu, và đến 20 giờ 15 phút Fiji lật úp và chìm. Các tàu khu trục đã thả phao cứu sinh rồi rút lui về phía Nam; họ đã quay lại khi trời tối và vớt được 523 người sống sót, nhưng đã có 241 thành viên thủy thủ đoàn bỏ mạng theo con tàu.
Vào ngày 30 tháng 5 năm 1941, trong một lá thư gửi cho Thứ trưởng Hải quân Anh Sir Dudley Pound, Đô đốc Andrew Cunningham đã viết: "Việc gửi Gloucester và Fiji quay trở lại giúp đỡ Greyhound là một sai lầm nghiêm trọng khác và đã khiến chúng ta mất hai chiếc đó. Chúng hầu như đã hết đạn; nhưng nếu như chúng còn đầy đủ đạn tôi nghĩ chúng cũng sẽ bị mất. Sĩ quan chỉ huy của Fiji báo cáo với tôi rằng bầu trời bên trên Gloucester dày đặc máy bay đối phương."